# Distrito de Mumbai
Mumbai (en maratí; मुंबई जिल्हा ) es un distrito de India, parte de la división de Konkan en el estado de Maharastra. Comprende una superficie de 157 km². Su centro administrativo es la ciudad de Mumbai.

## Demografía
Según censo 2011 contaba con una población total de 3 145 966 habitantes.